# Fircrest (Washington)
Fircrest je grad u američkoj saveznoj državi Washington. Prema popisu stanovništva iz 2010. u njemu je živjelo 6.497 stanovnika.